# Dino Cars Evers
Die Dino Cars Evers GmbH ist eine im Rheder Teilort Brual im Landkreis Emsland ansässige Firma, die seit 1995 das Dino Car herstellt.

## Firmengeschichte und Produkt
Die kleine mittelständische Firma wurde 1894 als Einzelunternehmen (Deutschland) von der Familie Evers gegründet. Das Hauptgeschäft der Firma war die Reparatur und der Verkauf von Traktoren und Landmaschinen.

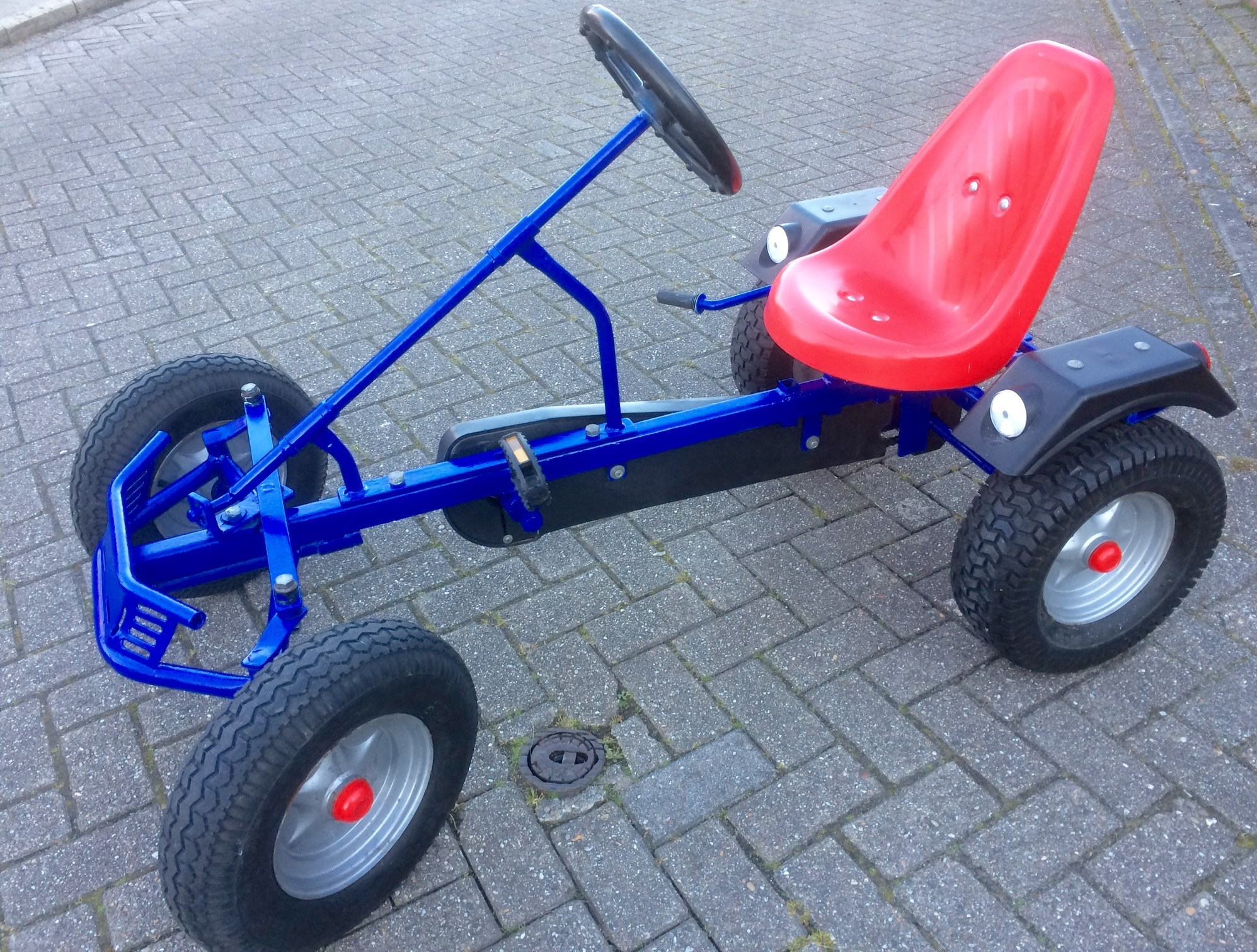
Das Dino Diamant EXL mit Breitreifen hinten und beweglicher Vorderachse: Eines der ersten Modelle der Firma.

Im Jahre 1995 stellte der jetzige Eigentümer der Firma Theo Evers, das erste Dino Car her. Ein Dino Car ist ein pedalbetriebenes Gokart für Kinder ab fünf Jahren. Das Basismodell wiegt 50 Kilogramm. Es ist 162 cm lang, 82 cm breit und 85 cm hoch. Auf das robuste, langlebige Fahrzeug gibt die Herstellerfirma fünf Jahre Garantie auf den Metallrahmen. Das Produkt verkaufte sich so gut, dass 1999 eine eigene Werkhalle für die Produktion des Dino Car erstellt wurde.
Das Fahrzeug hat in heutiger Version einen zuschaltbaren Rückwärtsgang, Bremsfreilauf mit je nach Modell 3- und 5-Gang-Schaltung, Pendelachse, Kugelkopflenkung und Leichtlaufreifen mit Breitreifen auf der Hinterachse. Die Rollenbremsen, Sportsitze mit bis zu 6-facher Sitzverstellung, höhenverstellbares Sportlenkrad und ein Frontspoiler lassen eher an ein Fahrzeug für Erwachsene als an ein Kinderspielzeug denken. Mit dem Erwerb des Fahrzeuges erhält der Käufer auch ein Zertifikat des TÜV und die Straßenzulassung ab einem Alter von acht Jahren. Die Firma hat ein gut ausgebautes Händlernetz.